# شبکه کمری
شبکه کمری از اجتماع شاخه‌های جلویی (قدامی) اعصاب کمری L۱-L۲-L۳ و قسمتی از عصب نخاعی کمری L۴ تشکیل می گردد.
ریشه‌های عصبی که از سوراخهای بین پنج مهره اول کمری خارج می‌شوند همراه با ریشه عصبی که از بین مهره دوازدهم سینه‌ای و مهره اول کمری خارج می‌شود بعد از خروج از ستون مهره یک شبکه عصبی را درست می‌کنند که به آن شبکه عصبی کمری Lumbar plexus میگویند. این ریشه‌های عصبی به یکدیگر متصل شده و بعد از تبادل رشته‌های عصبی مجدداً از هم جدا شده و اعصاب جداگانه‌ای را تشکیل می‌دهند. عصب رانی (فمورال)  و عصب سدادی (ابتوراتور)  دو عصب محیطی مهم اندام تحتانی هستند که از شبکه کمری جدا می‌شوند.

## اعصاب شبکه کمری
به‌طور خلاصه شاخه‌های شبکه کمری عبارتنداز:
- شاخه‌های ماهیچه ای
- عصب ایلیو-اینگوینال
- عصب ایلیوهیپوگاستریک
- عصب ژنیتوفمورال
- عصب پوستی رانی خارجی [۳]
- عصب رانی (فمورال)
- عصب سدادی (ابتوراتور)
- عصب سدادی فرعی [۴]

### شاخه‌های ماهیچه‌ای
شاخه‌هایی که از شبکه کمری جدا می‌شوند، به ماهیچه‌های زیر می روند:
- ماهیچه مربع کمری (کوادراتوس لومباروم) از L۱ تا L۴
- ماهیچه سوئز بزرگ (پسواس ماژور) از L۲-L۳
- ماهیچه سوئز کوچک (پسواس مینور) از L۱
- ماهیچه ایلیاکوس از L۲-L۳

## نحوه تشکیل شبکه کمری
- هر یک ازشاخه‌های جلویی L۱ و L۲ خود به دو شاخه فوقانی و تحتانی تقسیم می گردد.
  - شاخه فوقانی L۱ (گاهی همراه با دریافت شاخه کوچکی از T۱۲ )، عصب ایلیو-اینگوینال و عصب ایلیوهیپوگاستریگ را ایجاد می‌کند.
- شاخه تحتانی L۲ و شاخه‌های جلویی (قدامی) L۳ و L۴ به دو شاخه جلویی و پشتی (خلفی) تقسیم می‌شوند.
  - اجتماع شاخه‌های جلویی (L۲-L۳-L۴)، عصب سدادی را به وجود می‌آورد.
  - اجتماع شاخه‌های پشتی (L۲-L۳-L۴)، عصب رانی را به وجود می‌آورد.
  - اجتماع قسمتی از شاخه‌های پشتی L۲ و L۳، عصب پوستی رانی خارجی را به وجود می‌آورد.

## نگارخانه

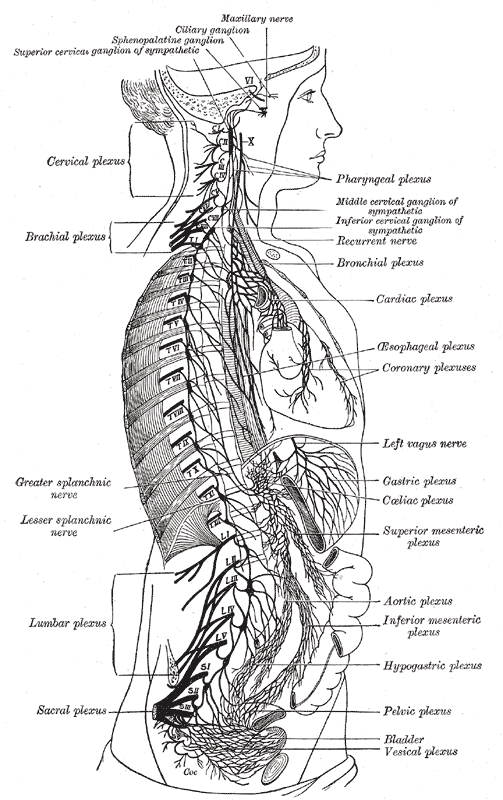
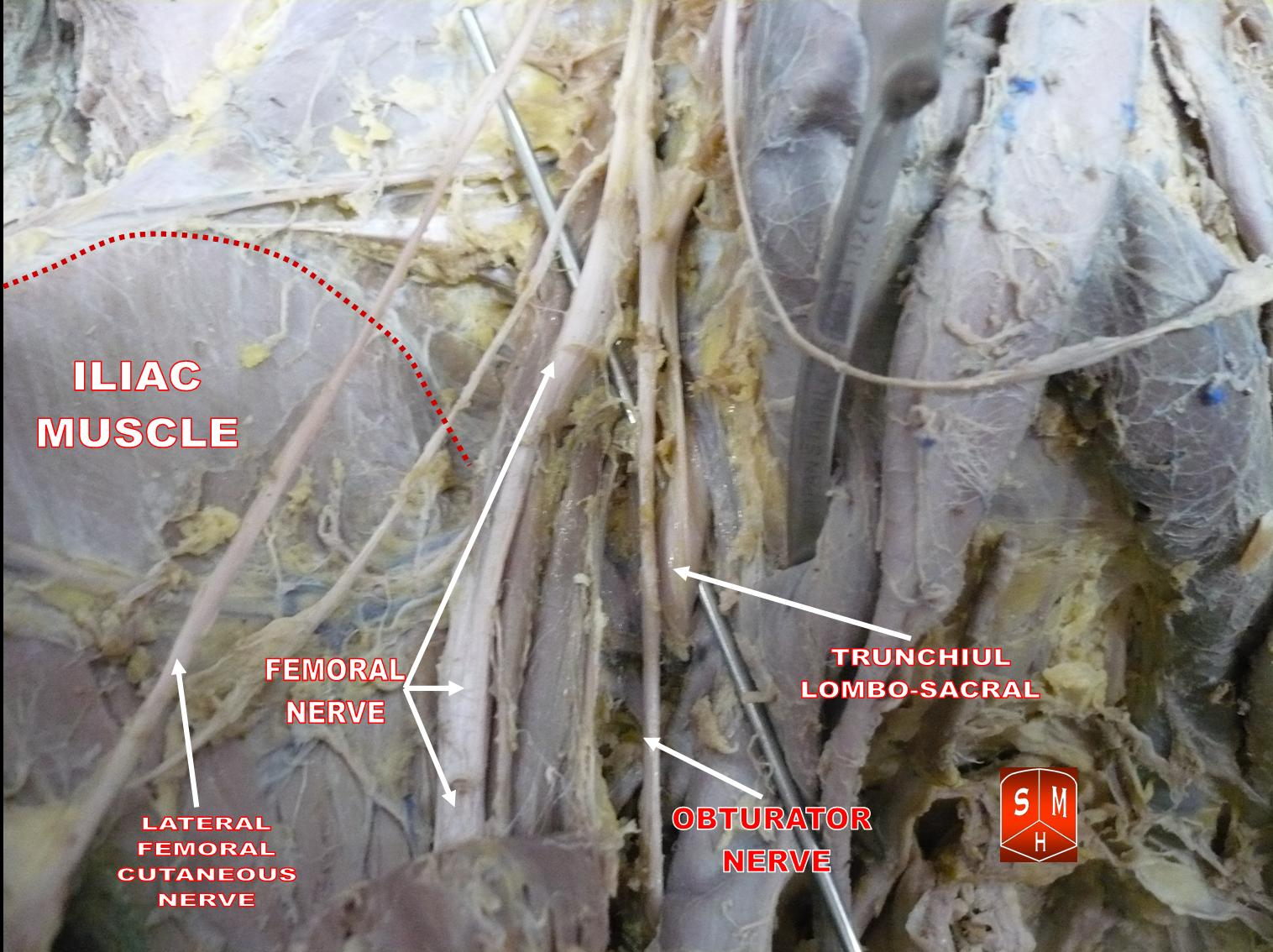